# Lagar Velho
Le site préhistorique de Lagar Velho est un abri-sous-roche situé sur la paroisse de Santa Eufémia, dans la vallée de Lapedo, un canyon calcaire qui se trouve dans le district de Leiria, à environ 140 km au nord de Lisbonne, au Portugal.

## Historique
En 1998, la découverte d'une sépulture humaine du Paléolithique supérieur a confirmé la présence relativement ancienne d'Homo sapiens au Portugal. Le squelette très complet d'un enfant d'environ 4 ans a été mis au jour. Il date d'environ 24 500 ans avant le présent, ce qui correspond à la période du Gravettien. Il était associé à des éléments de parure (coquillage et dents perforés) ainsi qu'à un important dépôt d'ocre.

## Morphologie
Le crâne, la mandibule, la denture et les restes post-crâniens associeraient, selon ses inventeurs, des traits caractéristiques des Homo sapiens et des Néandertaliens. Les auteurs l'interprétent comme un hybride entre les deux espèces. Toutefois, cette interprétation a été contestée : les caractères dérivés des deux taxons sont moins marqués chez les individus juvéniles que chez les adultes et la variabilité individuelle des enfants de l’époque est absolument inconnue.

## Chronologie
Si cette hybridation était confirmée, l'enfant de Lagar Velho deviendrait la trace la plus récente de la présence néandertalienne en Europe, ce qui reporterait de plusieurs milliers d'années la date d'extinction supposée de l'Homme de Néandertal.
La dernière phase d'occupation de l'abri correspond au Solutréen (environ 20 000 ans avant le présent).